# Низшие Верещаки
Низшие Верещаки (укр. Нижчі Верещаки) — село в Александровской поселковой общине Кропивницкого района Кировоградской области Украины.
До 2020 года входило в Александровский район
Население по переписи 2001 года составляло 258 человек. Почтовый индекс — 27323. Телефонный код — 5242. Код КОАТУУ — 3520586502.